# ヒットメーカー (ゲーム会社)
ヒットメーカー株式会社はコンピューターゲームのソフト開発を主業務とする日本のゲームメーカーである。
旧社名は「ヒットピット」。2008年3月3日に現社名となった。
東京地裁より2014年10月29日付けで破産手続きの開始決定を受け倒産した。

## 作品
- PS サイバーフォーミュラ～新たなる挑戦者～（1999年3月18日、バップ） 総合プロデュース、開発統括[2]
- Xbox ディノクライシス3（2003年6月26日、カプコン）[2]
- PSP ブレイドダンサー 千年の約束（2006年3月2日、ソニー・コンピュータエンタテインメント）[2]
- PSP ドラグナーズアリア 竜が眠るまで（2007年8月23日、日本一ソフトウェア）[2]
- PSP ポンコツ浪漫大活劇バンピートロット ビークルバトルトーナメント（2008年7月10日、アイレムソフトウェアエンジニアリング）[2]
- DS ウィッチテイル 見習い魔女と7人の姫（2009年5月28日、日本一ソフトウェア）[2]
- PS3 ラストリベリオン（2010年1月28日、日本一ソフトウェア）[2]